# Волонсевич, Якуб
Якуб Яцек Волонсевич (пол. Jakub Jacek Wołąsiewicz) (1 февраля 1960 года, Зелена Гура, Польша — 7 июня 2016 года, Варшава, Польша) — польский дипломат. Посол Польши в Эстонии (1994—2001), полномочный представитель Польши при ЕСПЧ (2002—2012), генеральный консул Польши в Донецке (2013—2015).

## Биография
Родился 1 февраля 1960 года в городе Зелёна-Гура. В 1984 году окончил факультет администрации и права Варшавского Университета (магистратура под руководством профессора Анджея Стельмаховського, будущего председателя Сената Польши). По окончании вуза поступил на работу в Министерство иностранных дел Польши.
В 1989 году — заместитель директора Договорно-правового департамента МИД Польши.
В 1990 году — директор Восточного департамента МИД.
В 1994—2001 годах — Чрезвычайный и Полномочный Посол Республики Польша в Эстонской Республике.
В 2001—2013 годах — Полномочный представитель Польши в Европейском суде по правам человека.
В 2013—2015 годах — Генеральный консул Польши в Донецке, Украина. 12 июня 2014 года из-за войны на Донбассе работа консульство была приостановлена, а в феврале 2015 года оно было ликвидировано.
Умер 7 июня 2016 года в Варшаве.

## Награды
- Орден Креста земли Марии II класса (Эстония, 2000)[7]
- Золотой Крест Заслуги (2010)[8]
- Почётный знак МИД Польши «Bene Merito» (2014)[9]